# Bitter Sweet Friday
『Bitter Sweet Friday』（ビタースウィートフライデー）は、神田朱未のベストアルバム。2007年2月28日にスターチャイルドから発売された。CD+DVDのディスク2枚組。DVDには「Bitter Sweet Friday」のPVとメイキング映像収録。また、初回版のみライブ「Bitter Sweet Sunday」の応募券封入。

## 収録曲
1. Bitter Sweet Friday
  - 作詞：うらん、作曲・編曲：菊谷知樹
2. 鏡の中 〜Bitter Ver.〜
  - 作詞：TAPIKO、作曲：POM、編曲：can/goo
  - テレビアニメ『ウルトラマニアック』オープニングテーマ
3. ハッピー☆マテリアル
  - 作詞：うらん、作曲：大川茂伸、編曲：大久保薫
  - テレビ東京系テレビアニメ『魔法先生ネギま!』オープニングテーマ
4. ココロのネジ
  - 作詞：畑亜貴、作曲・編曲：鶴由雄
  - PS2用ゲームソフト『D.C.P.S. 〜ダ・カーポ〜 プラスシチュエーション』天枷美春イメージソング
5. さくらの季節
  - 作詞：うらん、作曲：平田祥一郎、編曲：米光亮
  - PS2用ゲームソフト『ときめきメモリアル3 〜約束のあの場所で〜』より
6. Believe 〜Acoustic Ver.〜
  - 作詞：須藤仁美、作曲：桑原秀明、編曲：菊谷知樹
  - テレビ東京系テレビアニメ『魔法先生ネギま!』エンディングテーマCDのカップリング曲
7. White Season 〜Remix Ver.〜
  - 作詞：tororo、作曲・編曲：Manabu Tsuchiya
  - PS2用ゲームソフト『D.C. Four Seasons 〜ダ・カーポ〜 フォーシーズンズ』冬編イメージソング
8. 恋するバランス
  - 作詞：有森聡美、作曲：高井ウララ、編曲：五島翔
  - テレビアニメ『ウルトラマニアック』Nina&Ayuユニットマキシシングル『恋して 夢見て KISSして…』のカップリング曲。
9. DRAMATIC☆GIRLY 〜Bitter Ver.〜
  - 作詞：こだまさおり、作曲・編曲：菊谷知樹
  - テレビアニメ『となグラ!』オープニングテーマ
10. バカップル♥
  - 作詞：牧穂エミ、作曲：大川茂伸、編曲：D.R.Y
  - テレビ東京系テレビアニメ『魔法先生ネギま!』イメージソング
  - 神田が参加していた声優ユニット『DROPS』の1stアルバム『CAN DROPS』収録
11. 素顔でFly to you 〜Bitter Ver.〜
  - 作詞：畑亜貴、作曲：太田雅友、編曲：菊谷知樹
  - テレビアニメ『D.C. 〜ダ・カーポ〜』天枷美春イメージソング
12. いつだって Love & Dream 〜Bitter Ver.〜
  - 作詞：横山武、作曲・編曲：大久保薫
  - テレビ東京系テレビアニメ『魔法先生ネギま!』神楽坂明日菜キャラクターソング
13. Oh My ダーリン 〜Sweet Ver.〜
  - 作詞・作曲：宮島律子、編曲：大久保薫
  - テレビアニメ『となグラ!』有坂香月ミニアルバム『Distance of First Love』収録
14. SUNRISE
  - 作詞：工藤順子、作曲：宮島律子、編曲：米光亮
  - PS2用ゲームソフト『ときめきメモリアル3 〜約束のあの場所で〜』より
15. ありのままの世界
  - 作詞：神田朱未、作曲・編曲：菊地創